# 계비 푸차씨 (천명제)
계비 푸차씨 (16세기 ~ 1620년)는 이름은 군다이 (중국어: 袞代, 만주어: ᡤᡠᠨᡩᠠᡳ Gundai), 망사이두주후의 딸로, 청태조 누르하치의 계복진이다. 후대에 편찬된 문헌으로는 "계비", "청태조 계비"라 쓰여있다.

## 생애
군다이의 전 남편은 누르하치의 친족형제인 웨이준으로, 만력 13~4년 (1585~1586년)에 누르하치에게 개가하였다고 한다. 당시 여진 사회가 받들던 수계혼이었다. 만주 문서에는 그녀를 "자이 가이하 앙가시 푸진(jai gaiha anggasi fujin)"이라고 부르며, 재취 과부 복진을 뜻한다. 
군다이 복진은 누르하치의 2남 1녀를 낳았고, 전 남편과의 사이에서 알란타이주 (1583년생), 충샨 (1584~1613년), 앙아라 (1635년 처형) 등 3남을 두었다. 1587년, 군다이는 누르하치의 5남 망굴타이(Manggūltai, 莽古爾代), 1590년, 누르하치의 3녀 망구지를 낳았다. 1597년, 누르하치의 10남 더걸러이(Degelei, 德格類)를 낳았다. 이후 군다이 복진에 대한 자세한 기록은 없다.

## 사망, 안장지
천명 원년 (1616년), 누르하치는 허투아라에서 칸에 올랐다. 《청사고》는 천명 5년 (1620년), 군다이가 미움을 사서 죽었다고 한다. 《애신각라종보·성원집경》은 군다이가 천명 5년 (1620년) 2월에 사망해, 허투아라에 묻혔다고 한다. 당백지가 펴낸 《청황실사보》는 "천명 5년 2월, 금백을 훔쳐 대귀를 강요하고, 망굴타이를 찾아 시해하고, 허투아라에서 장사지냈다(天命五年二月，以窃藏金帛，迫令大归，寻莽古尔泰弑之，葬赫图阿拉)"고 한다.
누르하치는 군다이를 버리고, 망굴타이의 모친 시해와 《만문노문》에 기록된 것과 차이가 있다. 《만문노문서》에 의하면, 누르하치의 소복진 더인저는 천명 5년 3월 25일에, 대복진과 누르하치의 차남 대패륵 다이샨 사이에 애매한 관계가 있고, 뇌물을 받은 혐의를 고발하고 조사한 결과, 대복진의 지위를 박탈한 것으로 밝혀졌다. 어떤 학자는 이 사건으로 폐위된 대복진은 군다이가 아니라 군다이보다 훨씬 젊었던 아바하이가 군다이 복진이 허투아라에 안장돼 후금의 도읍인 허투아라에서 사망했을 때 (1619년 전)라고 보는 학자도 있다. 망굴타이의 모친 시해는 《만문노문》 천총 5년 (1631년) 8월의 기록과 관련이 있다. 당시 홍타이지는 망굴타이에게 " 후일 시해로 생모가 아버지에게 공을 요청했고, 칸은 막내아들인 더거러이에게 부양을 명령했다. 이 사람들이 어찌 알지 못하겠는가? 어찌하여 나를 때리겠는가?" 홍타이지는 망굴타이가 생모를 죽이고 공을 들이면 누르하치가 그 후 더거러이 집에서 살라는 것과 망굴타이가 생모를 시해한다는 것이라는 뜻으로 해석했다.
후금이 요양성으로 천도하자, 천명 9년 (1624년), 누르하치는 부조 능침인 영릉을 동경릉으로 이장하였다. 《만주실록》에는 "군다이 황후" 및 황자 추연의 관도 이곳에 함께 옮겨졌다고 한다. 실제로는 "군다이 황후"라는 표현의 만문은 군다이 복금이라는 뜻의 gundai fujin이다. 그는 누르하치의 원비 퉁기야씨와 마찬가지로 황후로 정식 추존되지는 않았다.
천총 3년 (1629년) 2월, 홍타이지는 선양 성동 20리 혼하북 석부두리두산에 도의를 내려 관리들을 동경릉에 파견해 어머니 효자고황후의 재궁과 태조 고황제를 합장하고, 망굴타이의 어머니 푸차씨의 관구도 복릉으로 이장했다.
순치 시기, 아바하이의 아들인 섭정왕 도르곤이 정치를 맡았다. 순치 원년 (1644년) 2월, 군다이는 도르곤 등에 의해 "태조의 미움을 먼저 맛보았다"라는 이유로 복릉 밖으로 이장되었다.